# Mains libres
Mains libres est un terme pour décrire un équipement qui peut être utilisé sans l'usage des mains (par exemple, avec la reconnaissance vocale) ou dans un sens plus large, un équipement qui ne nécessite qu'un usage limité des mains.

## Kit mains-libres
Le kit mains-libres est un accessoire pour téléphones mobiles, permettant de téléphoner sans les mains, et sans exposer le cerveau aux ondes électromagnétiques émises par le téléphone.

### Kit mains-libres avec écouteur
En France, afin de diminuer les ondes émises par les téléphones portables vers le cerveau, les fabricants de téléphones portables et mobiles doivent obligatoirement livrer leurs appareils avec « un accessoire permettant de limiter l’exposition de la tête aux émissions radioélectriques lors des communications » qui prend généralement la forme d'un kit mains libres filaire, c'est-à-dire un écouteur couplé à un microphone, reliés par câble électrique au téléphone.

### Kit mains-libres de voiture

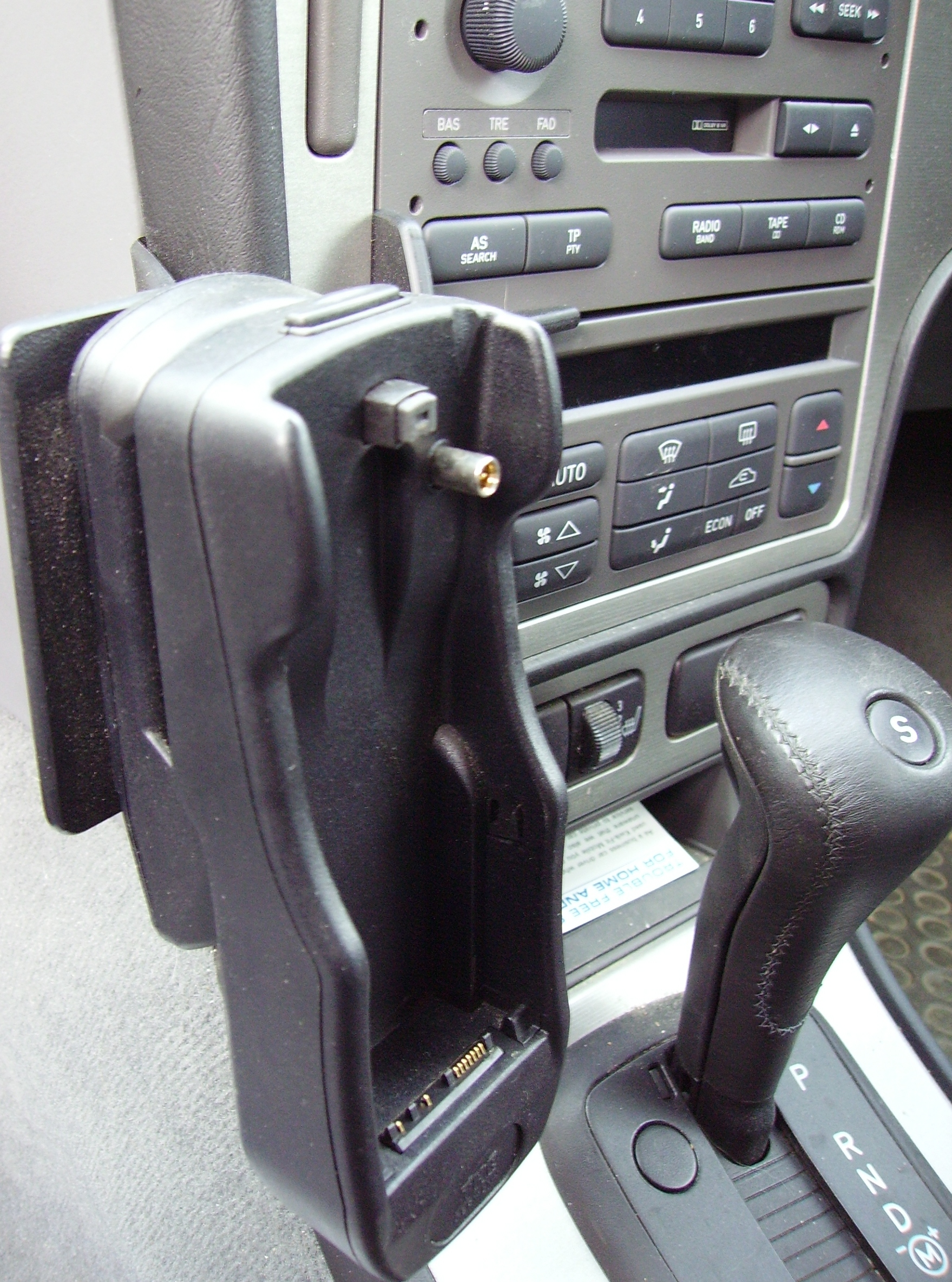
Kit mains-libres pour téléphone dans une voiture.

Téléphoner en conduisant expose à un risque d'accident plus élevé.
En France, dix pour cent des accidents sont liés à l'usage du téléphone, alors qu'aux États-Unis, chaque année, environ 3 000 jeunes conducteurs sont tués en écrivant des mini messages textuels.
En France, l'usage d'un téléphone au volant multiplie le risque d'accident par trois voire quatre. Le danger du téléphone au volant prend sa source dans le détournement de la tâche de conduite dû à l’attention accordée par le conducteur à son téléphone. Le kit mains-libres conduit à un risque assez similaire.
Cette pratique peut être considérée comme une situation aggravante et un manque de prudence en cas d'accident.
Il existe différents modèles pour voiture :
- filaire, intégrant souvent un chargeur de téléphone[2] ;
- sans-fil, basé sur la technologie Bluetooth par exemple dans les GPS automobile[8],[9] ;
- intégré en première monte dans la voiture[10] ou inclus dans un navigateur GPS.

Les kits mains-libres sont soumis à la législation routière, qui diffère selon les pays car téléphoner en voiture est souvent pénalisé par une amende et des retraits de points sur le permis. Ainsi les kits mains-libres pour voiture sont obligatoires :
- Au Québec depuis mai 2008 et en Californie en juillet 2008.
- En France, depuis 2015, l'utilisation d'un téléphone tenu en main par le conducteur d'un véhicule en circulation est interdit. Il est également interdit le port à l'oreille, par le conducteur d'un véhicule en circulation, de tout dispositif permettant d'émettre du son, à l'exception des appareils électroniques correcteurs de surdité[11],[12]. Seuls sont légaux, les dispositifs de kits main libre intégrés à la voiture et retransmettant les conversations téléphoniques directement dans l’habitacle[13]. Il est toutefois autorisé de téléphoner lorsque l'on est passager ou lorsque le véhicule est stationné.

## Carte mains libres
Dans les années 2000 sont apparus des dispositifs de la taille d'une carte de crédit permettant le verrouillage ou le déverrouillage des portes d'un véhicule sans l'action d'une clé ou d'un plip. Le conducteur n'a pas besoin de sortir sa carte, un dispositif à l'intérieur du véhicule pouvant le détecter à une distance de 2 mètres autour du véhicule et verrouille ou déverrouille automatiquement les portes en conséquence. Ce système est aussi souvent associé au démarrage du véhicule par un simple bouton pression, supprimant la clé de contact. Le véhicule ne démarrant que si la carte est à proximité immédiate (certains dispositifs nécessitent d'insérer la carte dans un lecteur sur le tableau de bord). 
En Europe, ce système est apparu d'abord sur les Mercedes Classe S[réf. nécessaire]. Il a ensuite été assez largement proposé sur plusieurs modèles et versions de Renault (Laguna II, Scenic II, Espace IV). 

## Forfait de ski mains libres
Dans les années 2000, l'industrie du ski s'est en majorité équipée de systèmes de contrôle de forfaits permettant aux skieurs et snowboardeurs de garder leur forfait dans la poche - en général du côté gauche - de leurs vêtements. Des bornes de contrôle détectent automatiquement le forfait par ondes radio, et vérifient sa validité (basé sur la technologie RFID). La manipulation de forfaits - imposant parfois notamment de retirer les gants - n'est plus nécessaire, ce qui rehausse le confort pour la clientèle, mais peut également accélérer le flux de contrôle. Ce système permet également aux exploitants d'analyser plus finement les statistiques de passage par remontée mécanique.

## Conduite main libre
Le terme de main libre est aussi utilisé pour promouvoir certaines aides à la conduite qui ne nécessitent pas constamment de main tenir le volant mais qui restent supervisées par le conducteur à la manière du DCAS ou de Ford BlueCruise.